# Мед (митологија)
Мед је у грчкој митологији био син атинског краља Егеја и чаробнице Медеје.

## Митологија
Према једном предању, када је Медеја протерана из Атине, отишла је са сином у Азију, где је он постао епонимни херој Међана, освојио многе земље, а живот изгубио приликом похода на Индију. Према другом предању, он је сам стигао у Колхиду у време када је Перс преотео престо Ејету. Знајући за пророчанство да ће Перс настрадати од потомака свог брата, Мед се лажно представио као Хипот, син коринтског краља Креонта. Ипак, није успео да превари Перса и он га је бацио у тамницу. Из тамнице га је спасила његова мајка, Медеја, која се представила као Артемидина свештеница и дала му оружје којим је ипак убио Перса. Мед је био један од Хиронових ученика, а погинуо је када је напао Индију. Према неким изворима његов отац је можда био Јасон, а као његови родитељи се помињу и Дионис и нимфа Алфесибеја. Неки аутори су га називали и Поликсен или Медеј. О њему су писали многи аутори; Аполодор, Диодор, Хесиод и други.